# Fabrice Moreau (piłkarz)
Fabrice Moreau (ur. 7 października 1967 w Paryżu) – kameruński piłkarz pochodzenia francuskiego występujący na pozycji pomocnika.

## Kariera klubowa
Moreau jest synem Kamerunki i Francuza. Karierę rozpoczynał w 1984 roku w zespole Paris Saint-Germain z Division 1. W 1986 roku zdobył z nim mistrzostwo Francji. Sezon 1987/1988 spędził na wypożyczeniu w La Roche VF z Division 2. W 1989 roku odszedł do trzecioligowego Le Mans FC. W 1990 roku awansował z nim do Division 2.
Następnie Moreau grał w szóstoligowym Meaux CS, czwartoligowym Racing Club de France oraz trzecioligowym Paris FC. W 1995 roku trafił do drugoligowego Olympique Marsylia. W 1996 roku, po awansie Olympique do Division 1, odszedł do innego drugoligowca, Sportingu Toulon Var. Jego barwy reprezentował przez pół roku.
Na początku 1997 roku Moreau wyjechał do Hiszpanii, by grać w tamtejszym Rayo Vallecano z Primera División. W tym samym roku spadł z nim do Segunda División. Po 1,5 roku w Rayo, przeniósł się do trzecioligowego klubu Tavalera CF. W 1999 roku przeszedł do pierwszoligowej Numancii Soria. W sezonie 1999/2000 rozegrał tam 11 spotkań.
Następnie Moreau grał w szkockim Airdrieonians (Division One), angielskim Notts County (Division Three), francuskim Red Star 93 (CFA), austriackim Grazerze AK (Bundesliga), hiszpańskim Realu Ávila (Segunda División) oraz szkockim Partick Thistle (Scottish Premier League), gdzie w 2004 roku zakończył karierę.

## Kariera reprezentacyjna
W reprezentacji Kamerunu Moreau zadebiutował w 1997 roku. W 1998 roku został powołany do kadry na Puchar Narodów Afryki. Nie zagrał jednak na nim w żadnym meczu. Tamten turniej Kamerun zakończył na ćwierćfinale.
W latach 1997–1998 w drużynie narodowej Moreau rozegrał 6 spotkań.